# Guerra civil boliviana
La guerra civil boliviana, también denominada guerra Federal, fue un conflicto armado que tuvo lugar entre 1898 y 1899 en Bolivia, entre el bando conservador, que ostentaba el poder del Estado con el apoyo mayoritario de las fuerzas armadas y la élite económica y religiosa que defendían un modelo de orden unitario, y el bando liberal, que contaba con el apoyo del campesinado, amerindios y pequeños empresarios de mayoría cristiana católica, oponiéndose a las políticas de Estado que el gobierno llevaba a cabo y pretendía instalar un modelo de orden federativo.
Los antecedentes principales para el estallido de la guerra civil fue que Bolivia se encontraba en una crisis política y social ante las diferencias que existía entre los grupos sociales que habitaban el país desde la independencia, el golpe de Estado contra el presidente Hilarión Daza Groselle por  partidarios que posteriormente se unieron al bando conservador, la disputa por llevar el término de «ciudad capital» entre La Paz y Sucre, y por último la pérdida del departamento del Litoral en la Guerra del Pacífico además de no corresponder al llamado realizado por la República Peruana de volver a implicar al Ejército boliviano en la guerra a pesar de la presión de la oposición liberal que exigía volver a la guerra contra Chile.
Durante la guerra ambos bandos realizaron persecuciones y cometieron masacres a poblaciones civiles. Los intereses extranjeros se hicieron presentes en el conflicto, pues los liberales tenían lazos con el Perú y los conservadores con Chile. Dentro del territorio controlado por cada bando estallaron revoluciones y contrarrevoluciones que complicaban la situación humanitaria de los civiles.
La victoria del bando liberal supuso un cambio rotundo de la política en Bolivia, pues se trasladaba a la fuerza los poderes ejecutivo y legislativo de la ciudad de Sucre —núcleo fuerte del desaparecido bando conservador— a La Paz, ciudad en donde se originó el bando liberal, aunque esto no significó la instalación definitiva de una capital nacional.
El período de postguerra estuvo marcado por el desencanto de la recién creada Junta Federal de Gobierno (compuesta por los integrantes del bando liberal) pues aunque realizó algunas tibias reformas, continuó el sistema político unitario de su antecesor, dilapidando toda posibilidad de la instalación de una federación o confederación, igualmente el fin de la guerra tampoco significó la desaparición de las luchas de clases tal como habría promulgado el bando liberal, un ejemplo es que el nuevo gobierno ante las protestas amerindias —como consecuencia de no cumplir sus promesas realizadas a dicho sector social por el apoyo de ellos en la guerra civil—, respondió con violencia y ejecuciones en masas. El asesinato de mayor importancia realizado por la Junta Federal de Gobierno fue hacia Pablo Zárate Willca quien durante la guerra civil fue el mayor aliado amerindio del bando liberal.
A pesar de que el bando liberal por medio de la Junta Federal de Gobierno no llegó a instaurar plenamente sus promesas, su sustento ideológico sirvió para inspirar posteriores enfrentamientos modernos como la revolución boliviana de 1952 durante la Guerra Fría.

## Antecedentes
Tras la derrota en el Alto de la Alianza (26 de mayo de 1880) Bolivia dejó de participar en la Guerra del Pacífico, y la población se dividió entre los "guerristas", partidarios de recobrar al menos parcialmente el litoral perdido para tener salida propia al mar, y "pacifistas", que deseaban acabar el conflicto y pactar con Chile. Los primeros tenían apoyo de militares y fuertes nexos comerciales con el sur de Perú, los segundos eran comerciantes y terratenientes con intereses mineros en el sur boliviano que poseían vínculos con la economía chilena.
Los "guerristas" y "pacifistas" son los antecedentes inmediatos de los partidos liberales y conservadores respectivamente. Unos agrupados en torno a Eliodoro Camacho (quien derrocó a Hilarión Daza Groselle) y otros alrededor de Aniceto Arce, Gregorio Pacheco y Mariano Baptista (todos con intereses mineros). El triunfo electoral de Pacheco en 1883 y la presión de los mineros del sur boliviano permitieron alcanzar el Tratado de Tregua con Chile un año después. El gobierno de Narciso Campero supo resistir la presión de Arce y Baptista, que deseaban un tratado de paz definitivo. El primero quería negociar la entrega de Tacna y Arica con Chile, el otro no se fiaba de los chilenos. Los liberales rechazaron el llamado del aún presidente Campero de ayudar a Perú. La pérdida del litoral fue un duro golpe a la élite criolla que implicó una limitación al acceso al comercio internacional, algo que los liberales usaron para ganar apoyo popular contra los conservadores partidarios del tratado. Los conservadores mantuvieron el poder durante cuatro mandatos: Pacheco (1884-1888), Arce (1888-1892), Baptista (1892-1896) y Severo Fernández Alonso.
Con el tiempo se dio un agrupamiento regional de ambas fuerzas: los liberales se hicieron fuerte en La Paz, Cochabamba y Oruro, mientras que los conservadores en las regiones mineras de Potosí y Sucre. También hay otro social: los primeros (también llamados radicales) suelen ser comerciantes o industriales medios, funcionarios, profesores, abogados, periodistas y escritores; los conservadores son banqueros, aristócratas, grandes industriales y eclesiásticos influyentes. Los abusos electorales de los conservadores y las campañas proselitistas de liberales entre las comunidades campesinas indígenas o ayllu, especialmente aimaras, duramente presionadas por la expansión de las haciendas (por una ley agraria de 1874) lentamente hizo crecer el apoyo popular de los radicales, prometiéndoles recuperar las tierras perdidas (a pesar de que muchos liberales estaban entre los beneficiados con las expropiaciones).
Además, La Paz empezó a convertirse en la región hegemónica del país después que la economía aurífera entrara en crisis desde 1887 en favor de la explotación de estaño. Al carecer de la riqueza minera o agraria de otras provincias, la economía paceña estaba más diversificada y vinculada a Perú, volviéndose el principal aporte a las arcas fiscales y por lo tanto, con más deseos de controlarlas (durante los gobiernos conservadores muchas construcciones públicas beneficiaron a Sucre).

## Causas de la Ley Radicatoria

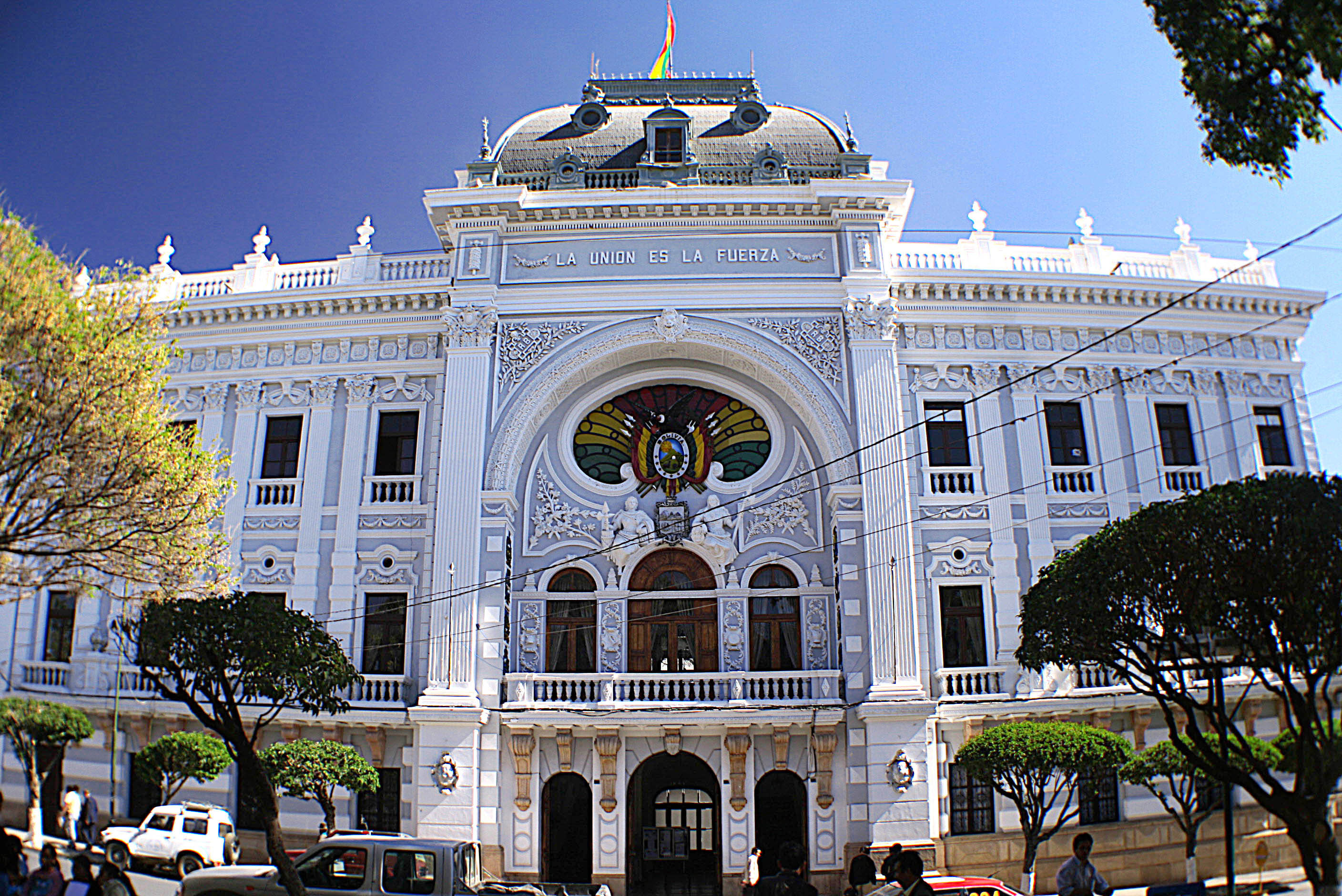
El Palacio de Gobierno de Sucre, usado solamente entre 1896 y 1899; actual Gobernación de Chuquisaca.

El presidente Fernández Alonso quería acabar con el problema de la capitalidad boliviana. Hasta 1880 la sede del poder ejecutivo se encontraba donde estaba el presidente de turno. De ahí que el Congreso se reuniera, entre 1825 y 1900, en 29 oportunidades en Sucre, 20 en La Paz, 7 en Oruro, 2 en Cochabamba y 1 en Tapacarí. Oficialmente, la capital de Bolivia era Sucre desde los tiempos de Antonio José de Sucre, manteniéndose durante el paso de los años por problemas de recursos para construir una nueva capital o por la influencia de su aristocracia. Desde los años 1880 los presidentes conservadores tendieron a asentarse en Sucre, convirtiéndola en capital de facto.
El 31 de octubre de 1898 los diputados de Sucre propusieron instalar definitivamente la capital ejecutiva en Sucre, la Ley Radicatoria, pero sus contrapartes paceños propusieron que el Congreso debía trasladarse a Cochabamba (lugar neutral) pero el oficialismo lo rechazó. Los liberales parecieron apoyar la capitalidad de Sucre, si la vetaban provocarían a los capitalinos, pero si se aprobaba podían convencer al pueblo y la guarnición de La Paz (a las órdenes del coronel José Manuel Pando) de alzarse. El 6 de noviembre hubo un gran motín en La Paz exigiéndose el federalismo y trasladar el gobierno a su ciudad y el 14 se creó un Comité Federal presidido por el coronel Pando a la vez que sus diputados defienden en el Congreso su causa (gobierno y autonomía económica para cada departamento). Tres días después se aprobó la Ley Radicatoria, con Sucre como capital y sede del poder ejecutivo. El 19 fue oficialmente promulgada.
En respuesta, el 12 de diciembre, con el pueblo paceño a su favor, se formó una Junta Federal de liberales y algunas autoridades que pasaron de bando (el prefecto y comandante general Serapio Reyes Ortiz y el ministro de instrucción Macario Pinilla). Los liberales de Pando se aliaron con Pablo Zárate Willka, cacique del Altiplano.

Con el ingreso de Zárate al levantamiento tuvo lugar un hecho sin precedentes en la historia de Bolivia, pues se produjo al mismo tiempo que una revolución federal un levantamiento indígena, (...).

## Desarrollo de la Guerra civil

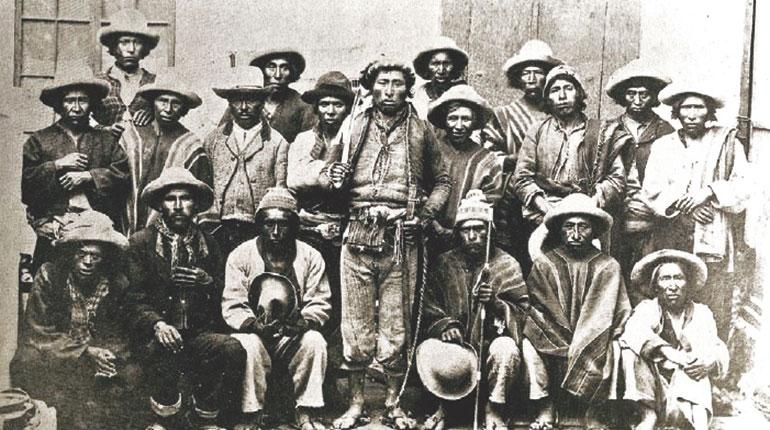
Pablo Zárate Willca junto a un grupo de campesinos favorables al federalismo del bando liberal.

Tras estos hechos, los diputados paceños se replegaron a su departamento por orden de la Junta Federal. El pueblo recibió a sus representantes con exaltados vítores y aclamaciones. El deseo de crear un estado federal pasaba a significar el derrocar a Fernández Alonso. Mientras en Sucre hubo manifestaciones públicas en apoyo al gobierno.
El presidente boliviano decidió marchar sobre La Paz con los tres escuadrones acantonados en la capital (Bolívar, Junín y Húsares).  En Challapata se enteró de que los rebeldes habían adquirido más de dos mil armas, por lo que la campaña sería muy difícil así que pidió el reclutamiento de voluntarios en la capital (14 de diciembre). Después decidió continuar hasta Oruro. Se formaron dos brigadas, la primera se componía del batallón 25 de Mayo y el escuadrón Sucre, formadas por jóvenes de clase alta con caballos y armas de su propiedad, y la segunda se componía del batallón Olañeta y el escuadrón Monteagudo, integrados por jóvenes de clases populares. Durante su marcha a reforzar al presidente los chuquisaqueños saquearon las poblaciones indígenas.
La primera brigada se encontró con Pando y numerosos guerreros en Cosmini, viéndose obligados a refugiarse en la parroquia de Ayo Ayo, donde fueron masacrados (24 de enero de 1899). La violencia de los indios fue explicada como respuesta a la represión conservadora. Mientras en Potosí la población se mostraba abiertamente en contra de ayudar a los chuquisaqueños, en Santa Cruz y Tarija había clara neutralidad y en las comunidades indígenas de Cochabamba, Oruro, La Paz y Potosí hay levantamientos a favor de los liberales.
El enfrentamiento decisivo fue la batalla del Segundo Crucero, el 10 de abril, donde el presidente y el coronel rebelde se encontraron, venciendo el segundo tras cuatro horas de combate. Los perdedores se retiraron a Oruro, poco después Fernández Alonso se exiliaba en Chile mientras los soldados chuquisaqueños volvieron a su ciudad.

## Consecuencias

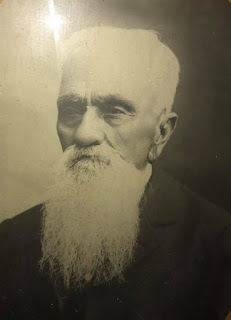
El coronel boliviano Mariano Lino Morales, participante de la Guerra del Pacífico, simpatizaba con el bando liberal por lo cual fue perseguido durante casi toda su vida por el gobierno conservador.

Primero, la guerra había sido una expresión del conflicto entre el norte (La Paz) y el sur (Sucre), y significó la muerte del sueño de Sucre de ser capital, esta se radicó de facto y definitivamente en La Paz. Sin embargo, salvo ese cambio el triunfo liberal no tuvo mayores consecuencias sociales y tampoco se adoptó un modelo de estado federal. Después de la guerra, indios y mestizos comprendieron que los liberales no podían (o no querían) devolverles sus tierras y empezaron a distanciarse de ellos. Ese proceso ya había comenzado durante la guerra, cuando muchas veces los indios desobedecían a sus comandantes criollos y cometieron varias atrocidades. Algo muy parecido a lo sucedido durante la guerra de republiquetas entre 1810 y 1825.
Según el censo de 1901 la población boliviana se distribuía en 800 000 quechuas y aimaras, 100 000 mestizos o "cholos" y 200 000 blancos que monopolizaban el poder político, económico y cultural del país. Nótese que los criollos hacían diferencias entre los indígenas, considerando a los quechuas más civilizados que los aimaras, estos últimos siempre involucrados en revueltas. Frente a esa diferencia numérica los blancos temían el estallido de una guerra social y empezaron a cerrar filas, en el mismo proceso que se dio en 1781 (un sector de criollos pide ayuda de los indios para enfrentar a las autoridades de la época, provocando una insurrección indígena que lleva a la unión de la clase dominante para defender el orden). Las revueltas indianas fueron aplastadas con varias matanzas del ejército y el principal cacique, Zárate Willka, que había sido elevado al rango de general por los liberales, fue arrestado. En 1903 escapó pero un año después es nuevamente capturado y ejecutado en 1905 de forma irregular.
Los indígenas del Altiplano quedaron relegados a ser unos «nuevos yanaconas» en grandes «latifundios "neofeudales"» creados en nombre de las «ideas "liberales" de igualdad ciudadana», trabajando sin remuneración 3 a 5 días semanales las tierras de la hacienda para poder usufructuar en su tiempo libre un pequeño terreno que antes había sido suyo. Mantuvieron algún tipo de vida comunitaria subordinada al patrón, pero pasarían décadas hasta verdaderas reformas agrarias. En cuanto a las tribus del Chaco, empezaron a sufrir la violencia del ejército que apoyaba la expansión de los grandes ganaderos (los prisioneros pasaban a ser peones que vivían en peores condiciones que los altiplánicos) o a verse obligadas a trabajar en las plantaciones de azúcar. Algunos «grandes capitanes» o mburuvicha guasu intentaron una rápida modernización a imitación de los «blancos» o karai. Las comunidades buscaron refugio en las antiguas misiones pero pronto los liberales las secularizaron y se hicieron con sus tierras (1915-1928). Por último, la autonomía de los pueblos amazónicos se acabó con la explotación del caucho, en un proceso que sucedió en todos los países de la región, muchos acabaron encadenados y vendidos como trabajadores forzados en la recolección de látex o sufrieron las consecuencias de la llegada de nuevos colonos.